# Insecte aquatique
 (avril 2022).
Si vous disposez d'ouvrages ou d'articles de référence ou si vous connaissez des sites web de qualité traitant du thème abordé ici, merci de compléter l'article en donnant les références utiles à sa vérifiabilité et en les liant à la section « Notes et références ».

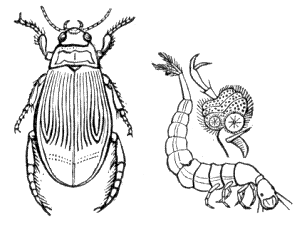
Un

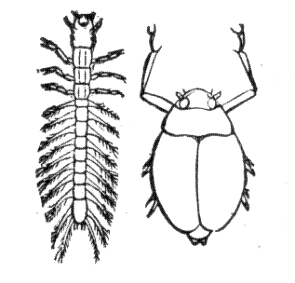
Un Gyrinidae

Les insectes aquatiques ou insectes de l'eau vivent une partie ou la totalité de leur cycle de vie dans l'eau. Ils se nourrissent de la même manière que les autres insectes. Certains insectes plongeurs, comme les coléoptères plongeurs prédateurs, peuvent chasser la nourriture sous l'eau, là où les insectes terrestres ne peuvent pas rivaliser. 

## Respiration
L'un des problèmes que les insectes aquatiques doivent surmonter est de trouver une source d'oxygène lorsqu'ils sont sous l'eau. Tous les animaux ont besoin d'une source d'oxygène pour vivre. Les insectes aspirent l'air dans leur corps par des spiracles, des trous situés sur les côtés de l'abdomen. Ces spiracles sont reliés à des tubes trachéaux où l'oxygène peut être absorbé. Tous les insectes aquatiques se sont adaptés à leur environnement grâce à la spécialisation de ces structures. 

### Adaptations aquatiques
1. Simple diffusion sur un tégument relativement fin
2. Utilisation temporaire d'une bulle d'air
3. Extraction de l'oxygène de l'eau à l'aide d'un plastron ou d'une branchie sanguine
4. Stockage de l'oxygène dans les molécules d'hémoglobine de l'hémolymphe
5. Prélèvement de l'oxygène à la surface par des tubes respiratoires (siphons)

Les larves et les nymphes d'éphémères, de libellules et de perles possèdent des trachées, mais au stade de larve ou de nymphe, les trachées sont reliées aux branchies, qui sont des extensions très fines de l'exosquelette à travers lesquelles l'oxygène de l'eau peut se diffuser. 
Certains insectes possèdent des poils denses (setae) autour des spiracles qui permettent à l'air de rester à proximité du corps et d'en éloigner l'eau. Les trachées s'ouvrent à travers les spiracles dans ce film d'air, permettant l'accès à l'oxygène. Dans de nombreux cas, lorsque l'insecte plonge dans l'eau, il transporte une couche d'air sur une partie de sa surface et respire en utilisant cette bulle d'air piégée jusqu'à ce qu'elle soit épuisée, puis remonte à la surface pour répéter le processus. D'autres types d'insectes ont un plastron ou des branchies physiques qui peuvent être diverses combinaisons de poils, d'écailles et d'ondulations faisant saillie de la cuticule, qui retiennent une fine couche d'air le long de la surface externe du corps. Chez ces insectes, le volume de la pellicule est suffisamment petit, et leur respiration assez lente, pour que la diffusion à partir de l'eau environnante suffise à reconstituer l'oxygène de la poche d'air aussi vite qu'il est utilisé. La grande proportion d'azote dans l'air se dissout lentement dans l'eau et maintient le volume de gaz, favorisant la diffusion de l'oxygène. Les insectes de ce type n'ont que rarement besoin de reconstituer leur réserve d'air.
D'autres insectes aquatiques peuvent rester sous l'eau pendant de longues périodes grâce aux fortes concentrations d'hémoglobine dans leur hémolymphe qui circule librement dans leur corps. L'hémoglobine se lie fortement aux molécules d'oxygène.
Quelques insectes comme les scorpions d'eau et les larves de moustiques possèdent des tubes respiratoires (« siphons ») dont l'ouverture est entourée de poils hydrofuges, ce qui leur permet de respirer sans avoir à sortir de l'eau.

## Ordres comportant des espèces aquatiques ou semi-aquatiques
- Collembola - collemboles (qui ne sont pas techniquement des insectes, mais qui sont étroitement liés)
- Ephéméroptères - éphémères
- Odonata - libellules et demoiselles
- Plecoptera - les perles
- Megaloptera - Sialidae, mouche à poisson et Corydalinae
- Neuroptères - chrysopes
- Coleoptera - coléoptères
- Hémiptères - vraies punaises (araignées d'eau, punaises d'eau géantes)
- Hyménoptères - fourmis (par exemple Polyrhachis sokolova (en)) et guêpes (par exemple Microgaster godzilla (en))
- Diptères - mouches et moustiques
- Mecoptera - les scorpions
- Lépidoptères - papillons de nuit
- Trichoptères - trichoptères